# カヴァリィ州
カヴァリィ州（カヴァリィしゅう、Région du Cavally）はコートジボワール共和国南西部のモンターニュ地方南部の州。
州都はギグロ。
2014年の人口は約34.7万人。

## 地理
- 北：トンキピ州
- 北東：グエモン州
- 東：ナワ州
- 南西：サン＝ペドロ州
- 西：リベリア共和国

## 行政区画
- Bloléquin
- Guiglo
- Taï
- Toulépleu